# Schloss Planitz

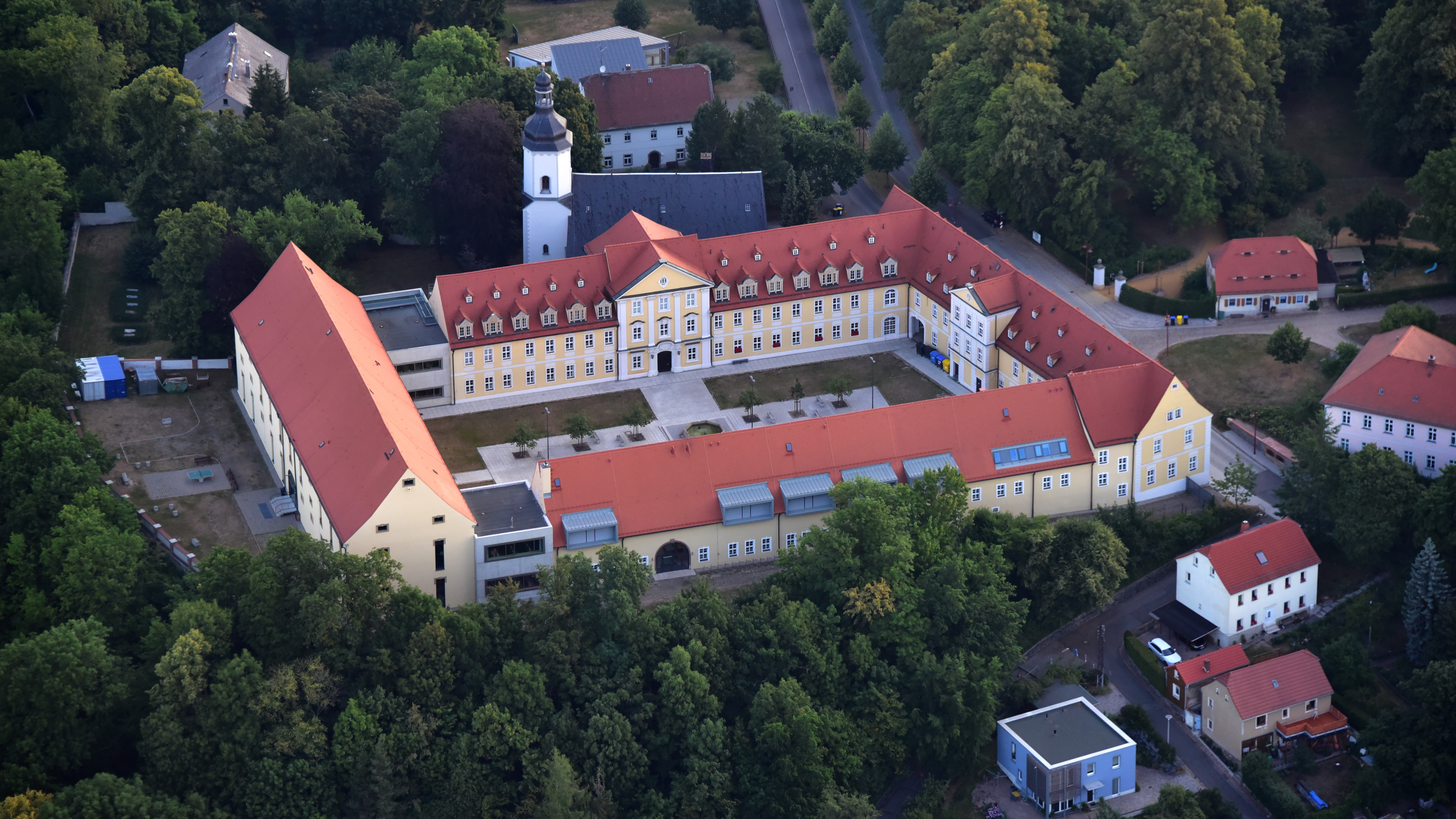
Schloss Planitz, Luftaufnahme (2018)

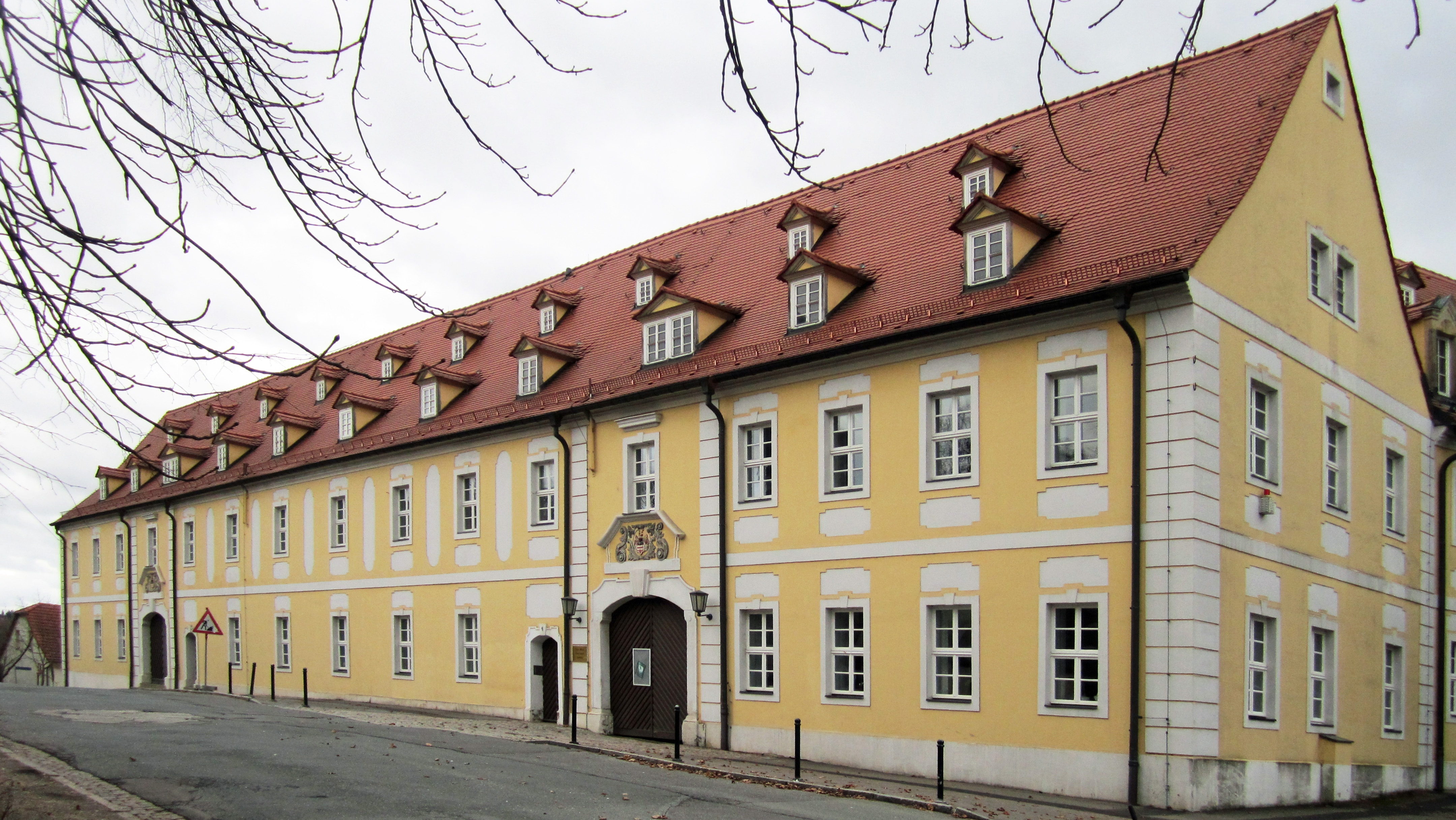
Planitzer Schloss, Eingangsseite

Schloss Planitz ist ein Schloss im Zwickauer Stadtteil Niederplanitz, dessen Ursprünge in das 12. Jahrhundert zurückreichen.

## Lage
Das Schloss steht auf einem Bergsporn, dessen Westflanke das Tal des Planitzbaches um etwa 25–30 m überragt und der nach Osten zu sanft abfällt. Er besteht aus oberkarbonischen Tuff- und Basaltgesteinen, die historisch Melaphyr genannt wurden.
Nach Geupel befindet sich der Bergsporn über dem Planitzbach in Ortsmitte von Planitz und ist nach Westen gerichtet.

## Geschichte

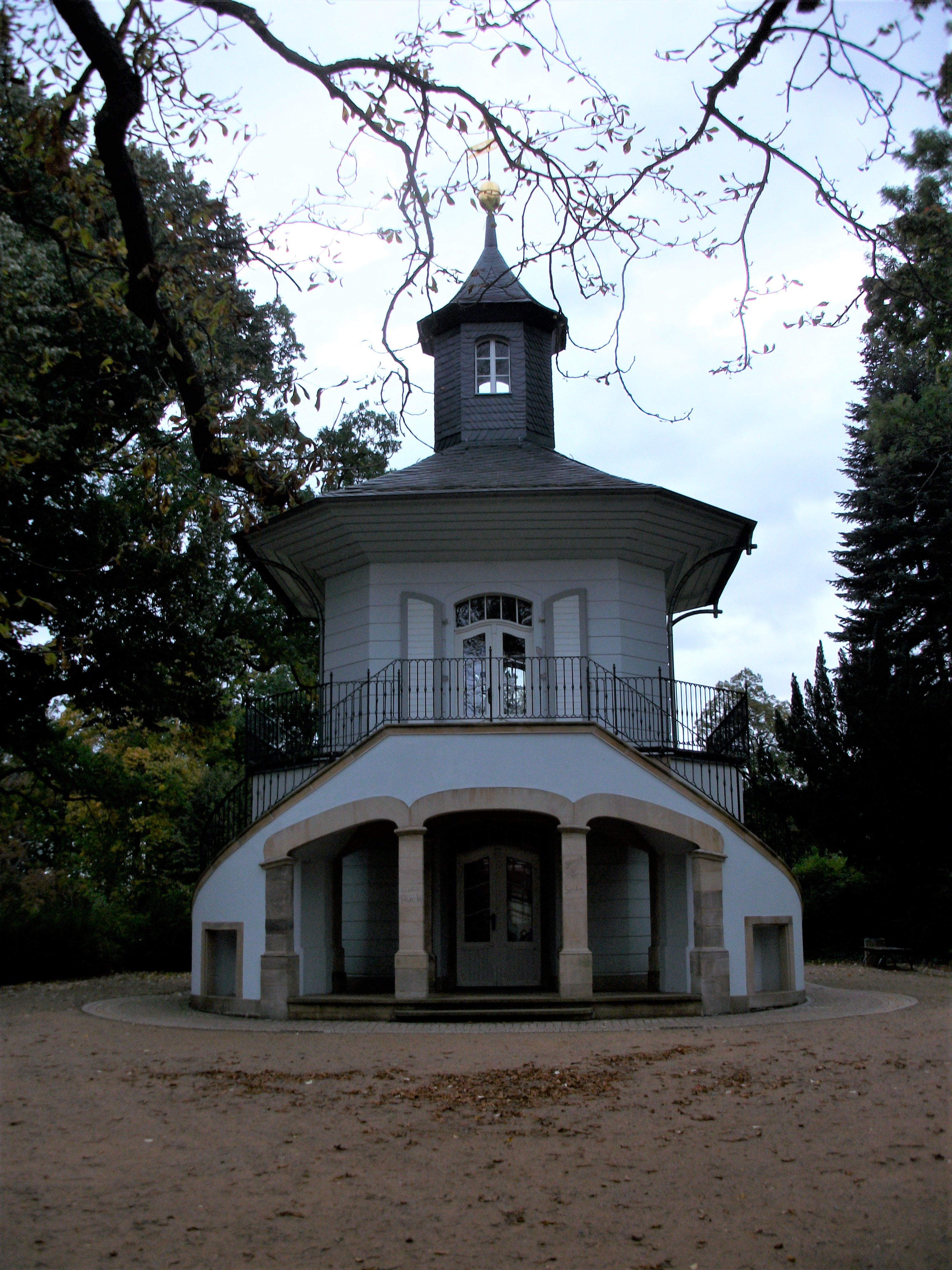
Teehaus im Schlosspark Planitz

### Hochmittelalter
Der Ort war im 12. und 13. Jahrhundert im Besitz der Vögte von Weida, welche die Herren von der Planitz damit belehnten. Im Jahr 1192 ist "Ludewicus de Plaunize" urkundlich belegt. Die von der Planitz wurden ab 1406 Vasallen des Markgrafen von Meißen. Im Januar 1430 wüteten die Hussiten im Dorf und brannten neben der Burg auch etliche Gehöfte und Häuser nieder. Die Familie von der Planitz ließ an gleicher Stelle wenige Jahrzehnte später ein Schloss neu errichten. Den Neubau finanzierte sie durch den Verkauf von Unterplanitz (heute Vorderneudörfel) an die Stadt Zwickau, die dort das Pietzschgut errichtete.

### Frühe Neuzeit
Christoph von der Planitz musste 1572 den Stammbesitz für 40.000 Gulden an Georg von Schönburg auf Glauchau und Waldenburg verkaufen, der ihn bereits 1579 für 40.500 Gulden an den Wittenberger Rechtsprofessor Joachim von Beust (1522–1597) weiterveräußerte. Zum Gut gehörte auch Grundbesitz in Cainsdorf, Wendischrottmannsdorf, Hirschfeld, Lauterholz, Wolfersgrün, Haara, Wiesen und Leutersbach. Von Beusts Sohn Heinrich tauschte den Besitz 1617 mit Christoph von Reibold gegen Schloss Netzschkau. Dieser trat ihn ein Jahr später an den Oberkämmerer Rudolph Apel Vitzthum von Eckstedt ab, von dem ihn wiederum der Zwickauer Rat erwarb. Kurfürst Johann Georg I. kaufte das Planitzer Gut mit Voigtsgrün im Jahr 1623. Während des Dreißigjährigen Krieges plünderte der kaiserliche General Holk (1599–1633) bei der Besetzung Zwickaus im August 1632 auch Planitz. 1640 brannten schwedische Reiter des Generals Banér (1598–1641) bei einem Ausfall aus Zwickau gegen die kaiserlichen Truppen Schloss und Rittergut nieder. Das Hauptgebäude brannte völlig nieder und nur noch die Nebengebäude waren bewohnbar. Es folgten diverse Verpfändungen des Gutes.

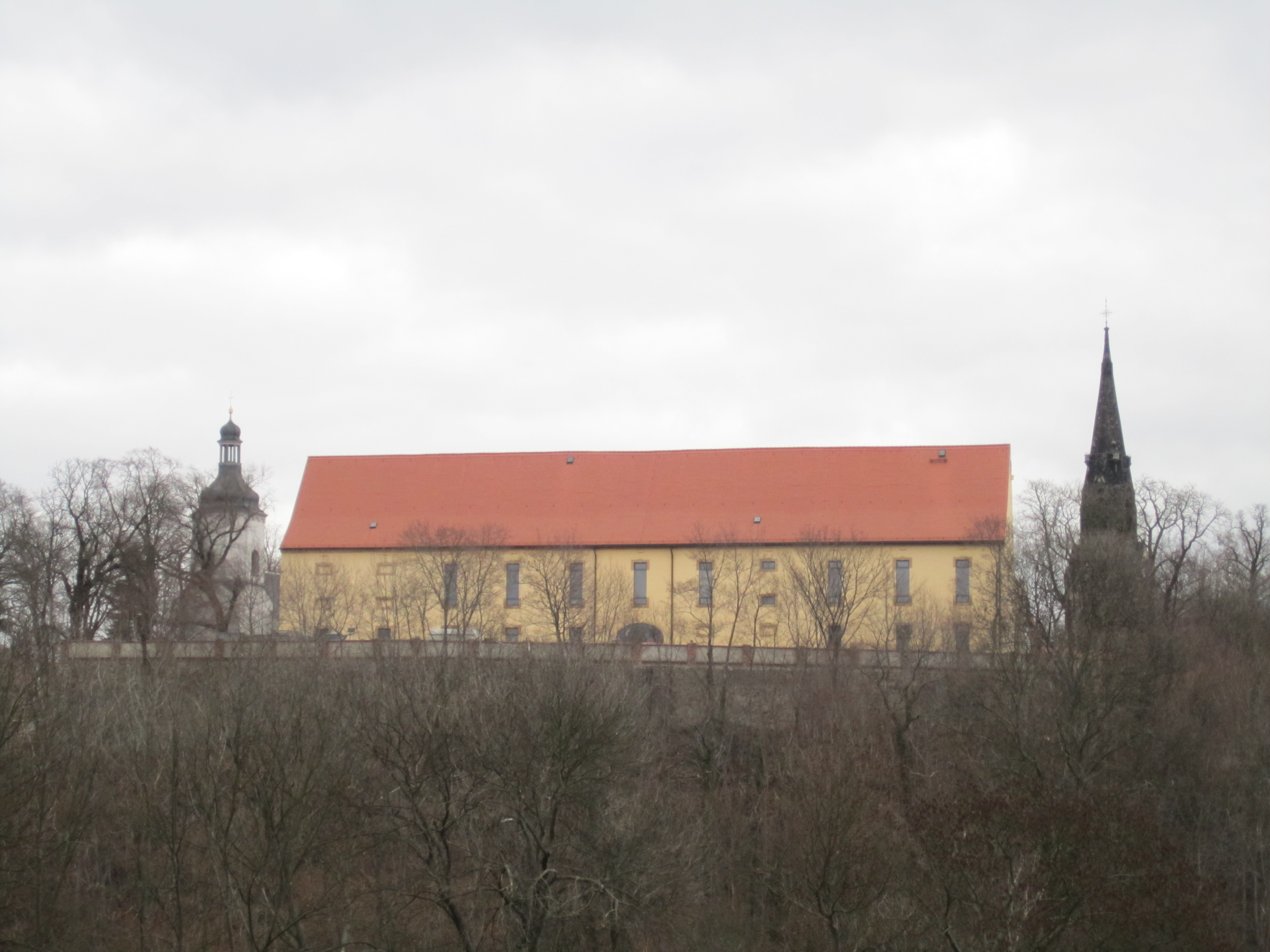
Schloss mit Schloss- und Lukaskirche

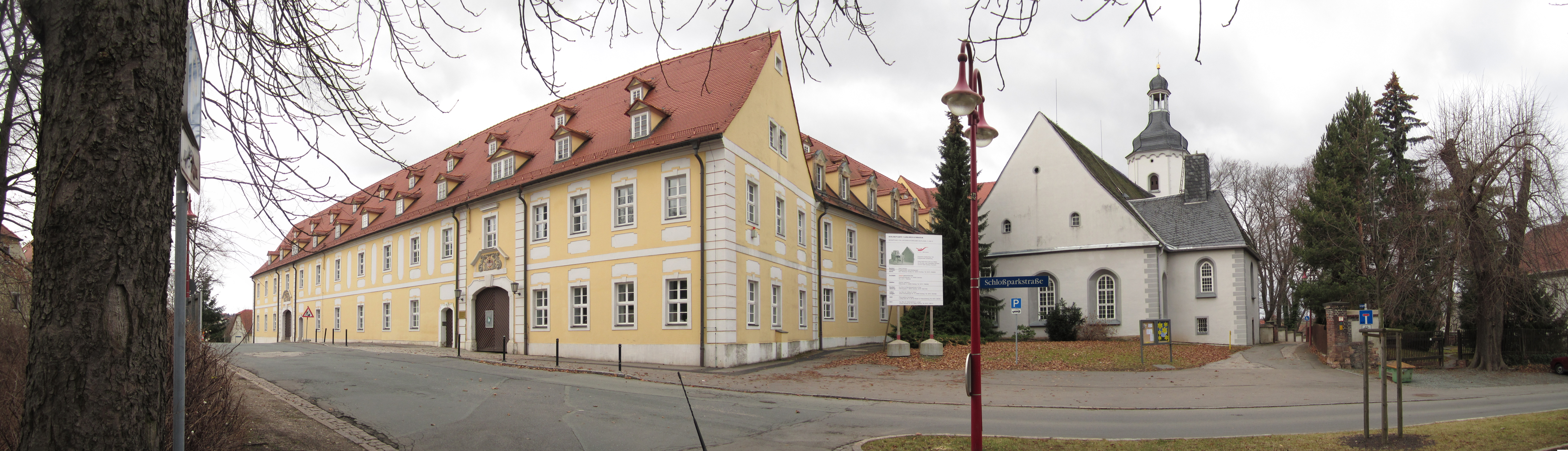
Eingangsseite mit Schlosskirche

Johann Georg III. tauschte das Rittergut Planitz und weitere zwei Kammergüter mit drei Brüdern von Arnim 1689 gegen Schloss Pretzsch bei Wittenberg ein. Der Neubau von Schloss und Gutsgebäude mit völlig neuem Grundriss wurde 1691–1712 durch den Kammerherrn Johann Georg von Arnim in Angriff genommen. Die Arnims lebten meist auf Schloss Gröba. Hans Christoph von Arnim (1736–1772) nahm als erster der Familie 1768 ständigen Wohnsitz auf Planitz, nachdem das Schloss nach vier Jahrzehnten des Baus fertig war. Er ließ den südlichen Gartenteil in einen Lustgarten im Rokokostil umwandeln.

### Moderne
Zwischen 1868 und 1872 ließ die zweite Ehefrau des damaligen Gutsherrn, Isolde von Arnim, geborene Gräfin und Edle Herrin zur Lippe-Weißenfeld (1821–1880), den Lustgarten vergrößern und in einen englischen Landschaftsgarten umwandeln. Ihr damals schon verstorbener Ehemann Georg Heinrich Wolf von Arnim (1800–1855) erschloss bereits zuvor 1835 ein Steinkohlenrevier auf seinem Gutsland. Der königlich sächsische Kammerherr förderte den Steinkohlenbergbau und die heimische Industrie. Die Gründung der Königin-Marien-Hütte in Cainsdorf geht auf seine Initiative zurück. Sein Erbe wurde Alexander von Arnim-Planitz (1848–1909), wie der Vater kgl. sächs. Kammerherr. Er wiederum hatte 1875 die Generalstochter Martha von Schlegell geheiratet, ihr Vater war Rudolf von Schlegell.

#### Bis 1945
1925 betrug das zum Herrensitz befindliche Gutsareal 240 ha. Es stand damals im Besitz des Arno Hans von Arnim auf Planitz mit Thürmsdorf. Planitz wurde durch den Verwalter Wilhelm Gretschel betreut. Als Nutznießer galt Kammerherr Erik von Arnim auf Burg Kriebstein. Ende des Jahres 1933 wurde die Herrschaft Planitz nochmals geteilt. Der Planitzer Teil mit Schloss und Parkanlage ging für 100.000 Reichsmark an die Planitzer Sparkasse, während die Familie von Arnim das Vorwerk Voigtsgrün bis zur Enteignung im Zuge der Bodenreform in der sowjetischen Besatzungszone im Jahr 1945 behielt. Im März 1935 wurde das stadteigene Schloss von der Sparkasse Planitz gekauft und nach einem Umbau sowohl als Sparkasse als auch als Rathaus genutzt, wobei die Sparkasse das Rathaus an die Stadt Planitz vermietete. Später wurde es bis Kriegsende als Lazarett und danach nacheinander als Kommandantur der Amerikaner und Sowjetarmee genutzt.

#### Nach 1945
Etwa ab 1948 diente das Schloss als Unterkunft für Wismutangehörige. Ab 1955 wurde im Schloss eine Schule der Deutschen Volkspolizei und Zentrale der Transportpolizei eingerichtet.
Am 7. Dezember 1970 wurde das Schlossareal als Burgstall der Vorgängerburg als Bodendenkmal eingetragen. Funde hat es laut Geupel (bis 1983) hier nicht gegeben.

#### Seit 1990
Nach der Renovierung und Restaurierung in den Jahren 1991–1993 zog in die Gebäude des Planitzer Schlosses das Clara-Wieck-Gymnasium ein, eine Bildungseinrichtung mit musischem Schwerpunkt.